# Studiomusiker
Studiomusiker kallas musiker som medverkar i en studio vid inspelningar av olika slag, ofta utan att namnges på slutprodukten. De är oftast skickliga instrumentalister som spelar de instrument den medverkande artisten/gruppen behöver för sitt ackompanjemang eller själva inte behärskar.

## Studiomusiker
- The Bar-Kays
- Booker T & the MGs
- The Crusaders
- The Funk Brothers[1]
- The Memphis Boys
- Muscle Shoals Rhythm Section
- MFSB
- The Originals
- Sly and Robbie
- Stuff
- The Sweet Inspirations